# Maja Poljak

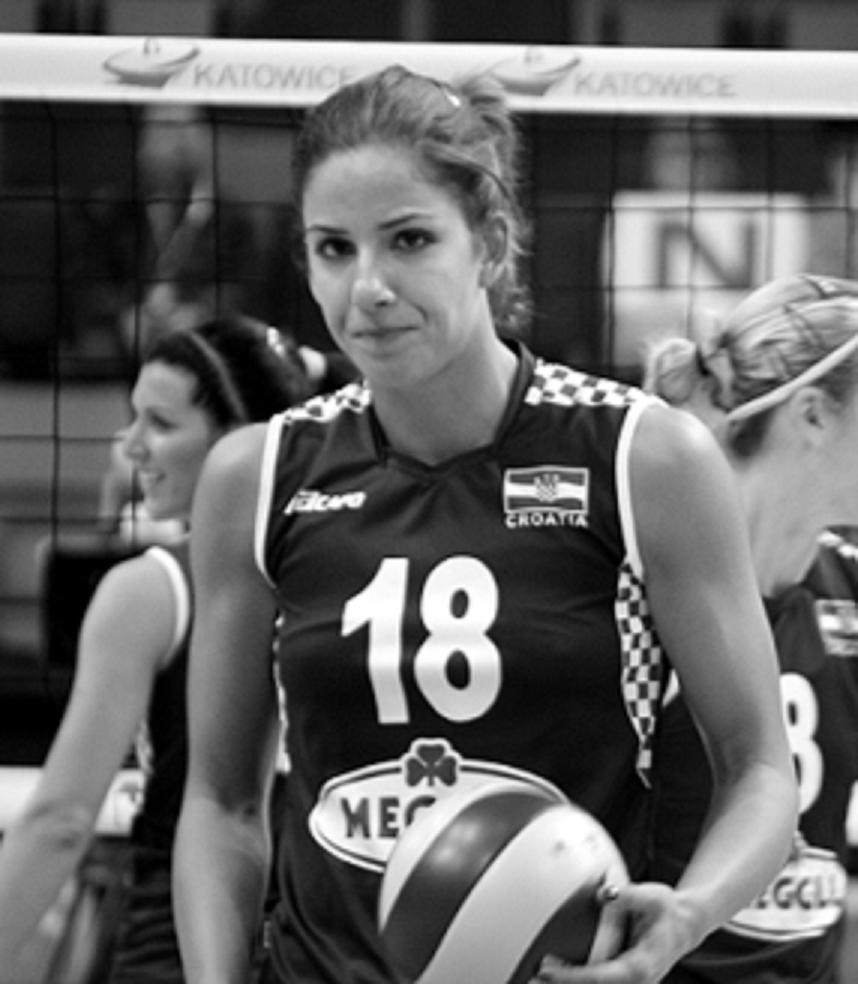
Maja Poljak

Maja Poljak est une joueuse de volley-ball croate  née le 2 mai 1983 à Split. Elle mesure 1,94 m et joue centrale.

## Clubs
| Club               | Pays    | De        | À         |
| ------------------ | ------- | --------- | --------- |
| Mladost Zagreb     | Croatie | 1995-1996 | 1999-2000 |
| Vicence            | Italie  | 2000-2001 | 2002-2003 |
| Bergame            | Italie  | 2003-2004 | 2007-2008 |
| Türk Telekom       | Turquie | 2008-2009 | 2008-2009 |
| Vakıfbank İstanbul | Turquie | 2009-2010 | 2010-2011 |
| Eczacıbaşı Vitra   | Turquie | 2011-2012 | 2015-2016 |
| Dinamo Moscou      | Russie  | 2016-2017 | ...       |

## Palmarès
- Ligue des champions : 2005, 2007,
- Coupe de la CEV : 2001, 2004